# Fiat Abarth 2000 Sport Tipo SE 010
La Fiat Abarth 2000 Sport Tipo SE 010 è una vettura da competizione realizzata dalla Abarth nel 1968.

## Sviluppo
Sul finire degli anni '60, notando un vistoso calo nelle vendite dei propri mezzi, Carlo Abarth decise di concentrarsi sulla produzione di vetture sportive da vendere ai piloti privati. Per invogliarli nell'acquisto, mise in cantiere la realizzazione della 2000 Sport Tipo SE 010.

## Tecnica
Come propulsore montava un quattro cilindri abbinato a due carburatori Weber 58 DC03 che permettevano l'erogazione di una potenza di 250 CV e una velocità massima di 270 km/h. Il tutto veniva gestito da un cambio manuale a quattro o sei marce, a richiesta del cliente. Il telaio era di tipo tubolare realizzato in acciaio. Le sospensioni anteriori erano formate da trapezi oscillanti, molle ad elica, barre stabilizzatrici e ammortizzatori idraulici telescopici, mentre le posteriori avevano bracci oscillanti, molle ad elica, barre stabilizzatrici e ammortizzatori idraulici telescopici.

## Attività sportiva
Portata in gara per la prima volta nella gara in salita presso Ampus, in Francia, la 2000 Sport ottenne numerose vittorie e piazzamenti, tra cui la conquista delle prime tre posizioni nella 500 km del Nürburgring del 1968 con Shetty, Ortner e Merzario.